# Setge d'Oostende
El setge d'Oostende ocorregut durant la Guerra dels Vuitanta Anys, del 4 de juliol de 1601 al 20 de setembre de 1601, i es va consumar d'un costat per les tropes espanyoles al comandament d'Albert VII d'Àustria i Ambrosi Spinola i de les tropes neerlandeses de l'altre costat.
Va ser una de les darreres grans operacions militars en la lluita per a la independència de la República neerlandesa contra l'ocupació espanyola i va contribuir a la final escissió de les Disset Províncies en una part meridional sota dominació espanyola i una república independent al nord, bressol dels futurs Països Baixos.

## El setge
Ja el 1583, Alexandre Farnese va temptejar un primer setge però va retirar-se després de tres dies. El 1601 la situació havia canviat, i la majoria de les ciutats dels Països Baixos del sud havien estat reconquistades per les tropes espanyoles, excepte Oostende, Sluis i unes ciutats menors al marge de l'Escalda. Aleshores Ambrosi Spinola va organitzar un segon setge, per tal de recuperar el port estratègic, des dels quals les tropes neerlandeses podien causar molts estralls a la resta de zona costenca, ocupada per Espanya.
El setge va començar el 4 de juliol del 1601. La defensa efectiva organitzada per Charles van der Noot i el general Francis Vere, dels exèrcits dels Estats de la República de les Províncies Unides i la possibilitat d'aprovisionar la ciutat des del mar van ser dos factors que expliquen la durada de més de tres anys del setge. El setembre del 1604, Oostende va haver de capitular i les tropes espanyoles conduïdes per Ambrosi Spinola van ocupar la ciutat, que era completament devastada, però Espanya va haver de cedir la ciutat de Sluis a la República.
La importància estratègica dels ports apareix en l'obstinació d'ambdós bàndols i en volum d'homes i de mitjans que es van sacrificar: uns 76.961 morts del costat espanyol i uns 77.684 militars i civils del costat republicà, així com milers de ferits i invàlids. L'acord de rendició va estipular que els oficials de l'exèrcit neerlandès podien deixar la ciutat amb tot el honor militar per a la seva defensa heroica i van ser convidats a un banquet de comiat per Spinola. Els governadors Albert i Isabella van fer una entrada triomfal, en un camp de ruïnes 
per trobar només trobar un trist camp de ruïnes desolades. Albert va negociar una treva amb els neerlandesos (1609-1621) durant la qual va començar la reconstrucció d'Oostende.

## Conseqüències
Amb la caiguda d'Oostende, va desaparèixer el darrer bastió calvinista als Països Baixos del sud. El govern espanyol i catòlic només deixava dues opcions: tornar a convertir-se al catolicisme o l'expulsió. Unes 250.000 persones van deixar el territori, cap al nord, a Sluis o Aardenburg, a Alemanya o Anglaterra. Van quedar unes poques comunitats clandestines a Rogny, Blegny, Hodimont i al Borinage. Era la darrera gran ona d'expulsions, que havien seguit cada reconquista espanyola i van deixar els Països Baixos del sud empobrits en perdre una gran part dels seus elits intel·lectuals, econòmics, industrials i artístics. Els que quedaven sota el jou espanyol eren majoritàriament els pobres i els pocs educats, i els eclesiàstics.
El 2004, a l'ocasió del quadricentennari de la caiguda d'Oostende, s'hi va organitzar una exposició.
L'escriptor Michel de Ghelderode va escriure el 1933 una farsa militar Le Siège d'Ostende per a titelles, dedicada a James Ensor. L'escriptor i militar valencià Cristòfol de Virués (1550-1614) va ser present al setge d'Ostende.